# Пастернак, Леон

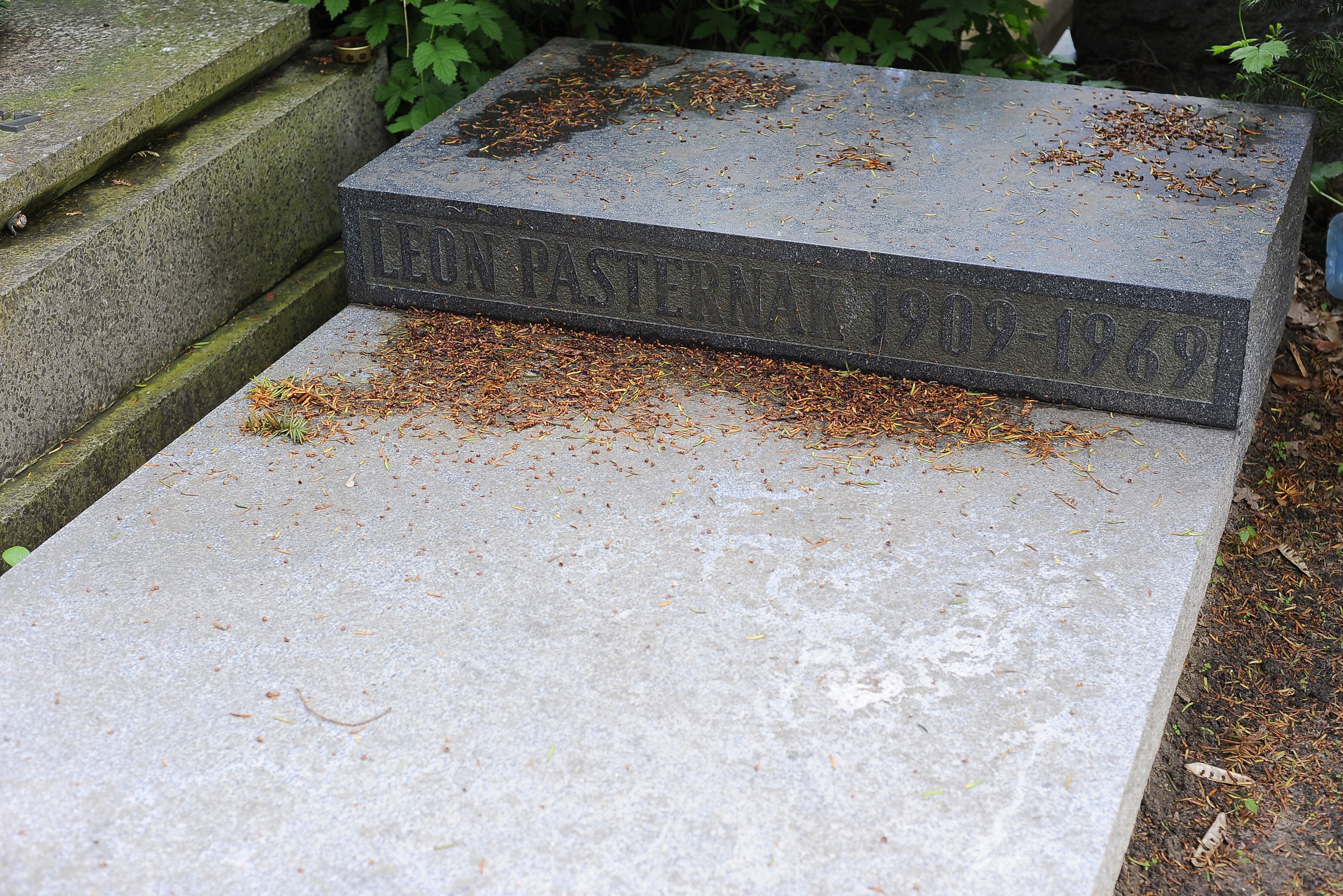
Могила Леона Пастернака на Воинском кладбище Повонзки в Варшаве

Леон Пастернак (пол. Leon Pasternak, 12 августа 1910 (или 1909), Львов — 14 октября 1969, Варшава) — польский поэт, сатирик и политический деятель.

## Биография
Родился в еврейской семье, переехавшей в 1880 годы на польские земли из Тулы.
С 1920-х годов — активный участник польского коммунистического подполья, член Коммунистической партии Польши. Писал сатирические стихи для периодических изданий, распространял агитационные материалы. Несколько раз был арестован, два раза содержался в концлагере в Березе Картузской.
После переезда в Варшаву приобрел популярность, и в 1936 году совместно со Станиславом Ежи Лецом основал литературное кабаре «Театр Пересмешников» (пол. Teatr Pętaków или Teatr Krętaczy), закрытый властями и успевший дать всего восемь представлений.
Как и многие представители львовской интеллигенции, после присоединения Западной Украины к Советскому Союзу активно сотрудничал с советской властью. 19 октября 1939 года подписал обращение польских писателей, приветствующее вхождение Западной Украины в состав СССР. Работал в редакции львовской газеты «Czerwony sztandar», 17 сентября 1940 года вступил в Союз писателей УССР.
Во время Великой Отечественной войны — офицер 1-й дивизии пехоты им. Тадеуша Костюшко, член Польского комитета национального освобождения, автор песен и стихов, в том числе текста популярной песни «Ока» (звучит в телесериале «Четыре танкиста и собака»).
После войны продолжал литературную деятельность. Вместе со Станиславом Ежи Лецом возобновил издание иллюстрированного сатирического журнала «Szpilki». Занимал пост заместителя председателя Союза польских писателей.
С 1940 г. был женат на актрисе Рышарде Ханин (развелись в 1956 году).
Награждён многочисленными государственными наградами, в том числе орденом «Знамя Труда» I и II степени, офицерским крестом Ордена Возрождения Польши и золотым Крестом Заслуги.